# Calling Time
Calling Time és un àlbum d'estudi del productor de suec Basshunter publicat el 13 de maig de 2013.

## Llista de cançons
| Núm. | Títol                                   | Durada |
| ---- | --------------------------------------- | ------ |
| 1.   | «Saturday»                              | 3:00   |
| 2.   | «Dream on the Dancefloor»               | 3:12   |
| 3.   | «Crash & Burn»                          | 3:08   |
| 4.   | «Wake Up Beside Me» (feat. Dulce María) | 2:41   |
| 5.   | «Calling Time»                          | 3:07   |
| 6.   | «Far Away»                              | 3:42   |
| 7.   | «I've Got You Now»                      | 3:10   |
| 8.   | «You're Not Alone»                      | 2:57   |
| 9.   | «Rise My Love»                          | 2:33   |
| 10.  | «Pitchy»                                | 2:15   |
| 11.  | «I Came Here to Party»                  | 2:48   |
| 12.  | «Dirty» (feat. Sandra)                  | 2:53   |
| 13.  | «Lawnmover to Music»                    | 4:21   |
| 14.  | «Fest i hela huset»                     | 2:50   |
| 15.  | «Northern Light»                        | 2:49   |

| 16. | «Far Away» (Josh's Big Room Remix)         | 4:55 |
| 17. | «Dream on the Dancefloor» (Rude Dog Remix) | 5:10 |
| 18. | «Northern Light» (Candlelight Version)     | 3:09 |

## Posicions en llista
| Llista (2013)                          | Posició més alta |
| -------------------------------------- | ---------------- |
| Estats Units (Dance/Electronic Albums) | 25               |